# Le Signe de Vénus
Pour plus de détails, voir Fiche technique et Distribution.

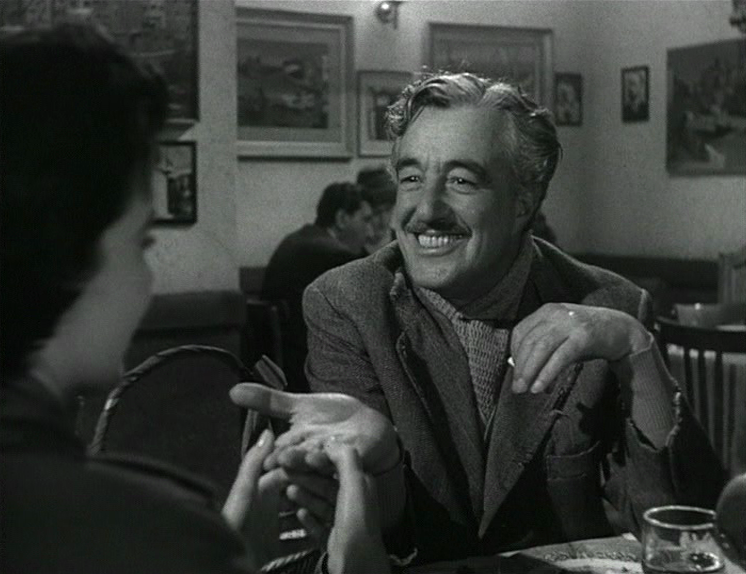
Franca Valeri et Vittorio De Sica dans une scène du film

Le Signe de Vénus (titre original : Il segno di Venere) est un film italien réalisé par Dino Risi, sorti en 1955.

## Synopsis
Les péripéties amoureuses de deux cousines vivant sous le même toit à Rome. Une tante et le père de l'une d'entre elles surveillent leurs faits et gestes. Agnese, d'une beauté sculpturale, attire les regards de tous les hommes mais jette son dévolu sur Ignazio, un jeune sapeur-pompier. Cesira, moins séduisante et plus intériorisée, tarde, de son côté, à trouver l'homme de sa vie. Une astrologue, logée dans son immeuble, lui a pourtant prédit une configuration personnelle favorable: celle placée sous le signe de Vénus...

## Fiche technique
- Titre français : Le Signe de Vénus[1]
- Titre original : Il segno di Venere
- Réalisation : Dino Risi
- Scénario : Edoardo Anton, Ennio Flaiano, Franca Valeri, Dino Risi et Luigi Comencini (histoire)
- Production : Marcello Girosi
- Musique : Renzo Rossellini
- Photographie : Carlo Montuori
- Montage : Mario Serandrei
- Décors : Ugo Pericoli
- Costumes : Fabrizio Carafa
- Pays d'origine : Italie
- Format : Noir et blanc - 1,37:1 - Mono - 35 mm
- Genre : Comédie dramatique
- Durée : 101 minutes
- Date de sortie : 
  - Italie : 2 mars 1955
  - France : 13 août 1956[1]

## Distribution
- Sophia Loren : Agnese Tirabassi
- Franca Valeri : Cesira Colombo
- Vittorio De Sica  (VF : Roger Tréville) : Alessio Spano
- Raf Vallone  (VF : René Arrieu) : Ignazio Bolognini
- Virgilio Riento  (VF : Fernand Sardou) : Le père d'Agnese
- Tina Pica  (VF : Germaine Kerjean) : tante Tina
- Lina Gennari : Madame Pina ,la voyante
- Eloisa Cianni : Daisy l'americaine
- Leopoldo Trieste : Le peintre
- Maurizio Arena : Maurice ,le chauffeur de Daisy
- Franco Fantasia : Carlo,Le docteur
- Marcella Rovena : Elvira , la propriétaire de la pension
- Mario Meniconi : le policier
- Furio Meniconi  (VF : Jacques Dynam) : Le patron du restaurant
- Anita Durante : La mère de Romolo
- Giuseppe Chinnici : Le commissaire
- Peppino De Filippo : Mario
- Alberto Sordi  (VF : Michel Roux) : Romolo Proietti
- Luigi De Filippo : un invité
- Gustavo Giorgi  (VF : Jean-Henri Chambois) : le commandant
- Piero Pastore : un invité
- Luciano Pigozzi : un invité
- Marcella Ruffini : la mariée

## Distinctions
Le film a été présenté en sélection officielle en compétition au Festival de Cannes 1955.

## Autour du film
- Le personnage de Cesira s'inspire partiellement d'une pièce de théâtre télévisée, écrite et interprétée par Franca Valeri : Le Journal de Mademoiselle Snob (1951). Celle-ci stigmatisait, avec force humour et autodérision, le comportement et le caractère de certaines femmes de la bourgeoisie milanaise. Dino Risi oppose à Cesira (Franca Valeri, également scénariste du film) le personnage d'Agnese, incarnée par Sophia Loren, fille du peuple, un rien ignorante, extravertie et belle à faire rêver les hommes.
- Pour Valerio Caprara, critique et historien du cinéma, auteur d'un ouvrage sur Dino Risi, Le Signe de Vénus n'est encore « qu'une ébauche du vrai style affirmé » du cinéaste milanais, auteur de comédies au trait corrosif et cinglant. Selon lui, le cinéma italien de l'époque demeure encore fortement marqué par l'expression néoréaliste, et le film de Dino Risi ne peut totalement s'en dégager. Toutefois, de nouvelles tendances se font jour : chercher à « faire rire et conquérir un nouveau public ». Imperceptiblement, le néoréalisme se transforme en néoréalisme rose. De ce point de vue, Valerio Caprara considère Le Signe de Vénus comme une « réussite », imputable au cinéma « dinorisien », constitué de « petites esquisses de caractères », où s'exerce une savante « confusion entre bons et méchants, les méchants devenant sympathiques et les bons franchement antipathiques »[3].

### Tournage
Le film a été tourné à Rome en Italie